# IMBEL .308 AGLC
IMBEL .308 AGLC — бразильская снайперская винтовка.
Для стрельбы из снайперской винтовки применяются винтовочные патроны калибра 7,62 мм NATO (.308Win). Технически представляет собой 5-зарядную винтовку с продольно-скользящим поворотным затвором. Подача патронов при стрельбе производится из магазинов емкостью 5 патронов.
Винтовка комплектуется оптическим прицелом. Выпускается Бразильским государственным оружейным заводом IMBEL для вооруженных сил и полиции Бразилии.